# Vinon
Vinon é uma comuna francesa na região administrativa do Centro, no departamento Cher. Estende-se por uma área de 18,41 km². Em 2010 a comuna tinha 300 habitantes (densidade: 16,3 hab./km²).